# Клиторомегалия
Клиторомегалия се нарича състоянието, при което клиторът е с размери, по-големи от обичайните. В повечето случаи такава аномалия се установява още при раждането.

## Причини
Най-често причините за клиторомегалия са:
- мутации в гена за андрогенна резистентност;
- хормонално лечение в първите месеци на бремеността;
- хиперандрогенемия;
- андрогенна резистентност;
- тумори.

При жени, които се занимават с културизъм и приемат андрогени, също може да се наблюдава увеличение на размера на клитора, както при и такива, които желаят да сменят пола си и се подлагат на хормонална терапия.